# Ulrich Schmalz

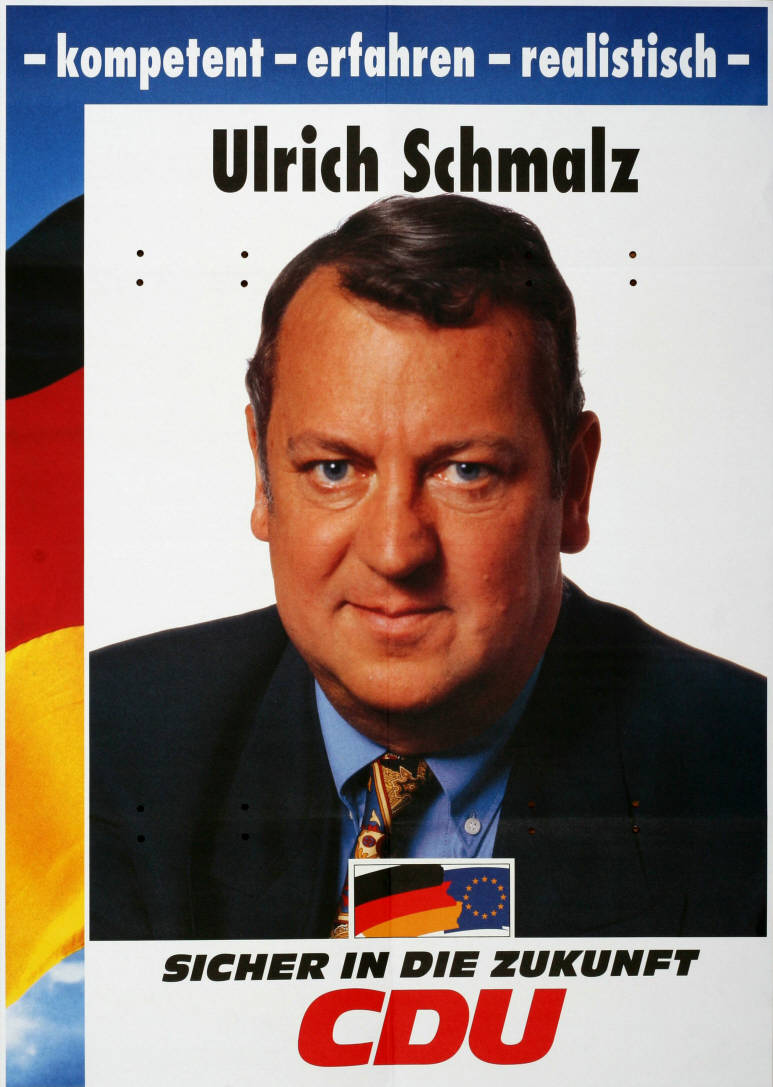
Kandidatenplakat zur Bundestagswahl 1994

Ulrich Schmalz (* 26. August 1939 in Wissen (Sieg)) ist ein deutscher Politiker (CDU).
Er ist seit 1962 Mitglied der Christlich Demokratischen Union Deutschlands. Von 1971 bis 1990 war er Mitglied des Rheinland-Pfälzischen Landtages. Er war vom 20. Dezember 1990 bis 26. Oktober 1998 (zwei Wahlperioden) Mitglied des Deutschen Bundestages. Er wurde über ein Direktmandat in Rheinland-Pfalz gewählt. Dort gehörte er dem Auswärtigen Ausschuss sowie den Ausschüssen „Fremdenverkehr und Tourismus“ und „Wirtschaftliche Zusammenarbeit“ an. Von 1999 bis 2016 war er Honorarkonsul von Rheinland-Pfalz für Island.
1987 wurde er mit dem Bundesverdienstkreuz 1. Klasse ausgezeichnet.